# Ángeles Martínez
Ángeles Martínez ( Buenos Aires, Argentina, 1905  - mayo de 1995) fue una actriz que trabajó en teatro en numerosas compañías y actuó esporádicamente en cine. También tuvo cargos directivos en la Casa del teatro. Al llegar la televisión a su país fue una de las actrices que participó en el primer especial “artístico” transmitido el 18 de octubre de 1951 y que fuera organizado por la Confederación General del Trabajo
En el cine se destacó en los filmes Así te quiero dirigido por Edmo Cominetti (1942),El calavera   (1954) dirigido por Carlos Borcosque y Cuarenta años de novios  (1963) dirigido por Enrique Carreras.
Falleció en mayo de 1995.

## Algunas de las obras de teatro en que participó
- Yo te canto Buenos Aires     (1959)
- El carnaval del diablo     (1953)
- Sangre gringa   (1951)   con Pierina Dealessi
- Tartufo    (1949)

## Filmografía
Actriz
- La buena vida (1966)
- Cuarenta años de novios (1963)
- La simuladora (1955)
- En carne viva (1955) …Sofía Mendiburu
- El calavera (1954)
- Deshonra (1952) …La Lechuza
- Mary tuvo la culpa (1950)
- La locura de don Juan (1948)
- Así te quiero (1942)
- La virgencita de madera (1937)

## Televisión
- ¿Cuando da Usted por el conde? (1966)